# Gustav Basson
Pour les articles homonymes, voir Basson (homonymie).
Gustav Basson, né le 23 février 1996 à Nelspruit, est un coureur cycliste sud-africain.

## Biographie
Diagnostiqué de la maladie de Scheuermann, Gustav Basson se lance dans le cyclisme vers l'âge de dix-sept ans, après avoir pratiqué le rugby et la course à pied. 
En 2014, il devient champion d'Afrique du Sud du contre-la-montre chez les juniors (moins de 19 ans). La même année, il représente son pays lors des championnats du monde juniors de Ponferrada, où il se classe 28e du contre-la-montre et 74e de la course en ligne. Il rejoint ensuite l'équipe MTN Qhubeka Feeder en 2015, centre de formation de MTN-Qhubeka. Lors des Jeux africains, il se distingue en remportant l'or sur le contre-la-montre par équipes puis l'argent sur le contre-la-montre individuel. 
En 2016 et 2017, il court en Belgique, d'abord au Vérandas Willems-Crabbé-CC Chevigny puis au club Home Solutions-Anmapa-Soenens, avec lequel il obtient une victoire. Lors de la saison 2018, il remporte l'édition inaugurale du Tour de Limpopo (UCI 2.2) ainsi que le Tour de Maurice, qu'il domine largement avec quatre succès d'étape. Il se rend également au Pays basque durant l'été pour porter les couleurs du club Baqué-Ideus-BH.

## Palmarès et résultats

### Par année
- 2014
  -  Champion d'Afrique du Sud du contre-la-montre juniors
- 2015
  -  Médaillé d'or du contre-la-montre par équipes aux Jeux africains
  -  Médaillé d'argent de la course en ligne aux Jeux africains
  - 3e du championnat d'Afrique du Sud du contre-la-montre espoirs
- 2016
  - Berg en Dale Classic
- 2017
  - 2e épreuve du Trophée de Flandre-Orientale
- 2018
  - Tour de Limpopo : 
    - Classement général
    - 1re étape

  - Tour Durban
  - Tour de Maurice :
    - Classement général
    - 1re, 3e, 4e (contre-la-montre) et 5e étapes

  - 3e du championnat d'Afrique du Sud sur route espoirs
- 2019
  - Championnat du Mpumalanga sur route
  - 2e étape du Tour de Bonne-Espérance
  - 1re étape du Tour de Limpopo
  - Grand Prix Al Massira
  - Challenge International du Sahara Marocain : 
    - Classement général
    - 3e étape
- 2020
  - The Fat Sheep Classic
- 2021
  -  Champion d'Afrique du contre-la-montre par équipes (avec Ryan Gibbons, Kent Main et Jason Oosthuizen)
  -  Champion d'Afrique du contre-la-montre par équipes mixtes
  - Magalies Sleepy River Classic
  - 10e étape du Tour du Faso
- 2022
  -  Champion d'Afrique du contre-la-montre
  - 3e étape du Tour de Sakarya
  -  Médaillé d'argent du championnat d'Afrique du contre-la-montre par équipes
- 2023
  - 4e étape du Tour du Cap
  - Emperors Palace Classic
  - Die Groot Trap
  - 3e du championnat d'Afrique du Sud du critérium
- 2024
  - Grand Prix des Grattons
  - 2e du Circuit Boussaquin
  - 2e du Grand Prix de la Sologne des Étangs
- 2025
  - Boucle du Pays de Tronçais
  - 3e étape du Tour de la Vallée et de Montluçon

### Classements mondiaux
| Année                                 | 2015 | 2016 | 2017 | 2018 | 2019 | 2020  | 2021 | 2022 | 2023  |
| ------------------------------------- | ---- | ---- | ---- | ---- | ---- | ----- | ---- | ---- | ----- |
| Classement mondial                    |      | nc   | nc   | 633e | 629e | 1480e | 648e | 295e | 1343e |
| UCI Africa Tour                       | 112e | nc   | nc   | 12e  | 29e  | 61e   | 23e  | 7e   | 75e   |
|                                       |      |      |      |      |      |       |      |      |       |
| Légende : nc = non classéSource : UCI |      |      |      |      |      |       |      |      |       |